# ダミア
ダミア（Damia, 1889年12月5日 - 1978年1月31日）は、フランスのシャンソン歌手であり、映画女優。
本名は、Marie-Louise Damien（マリー・ルイーズ・ダミアン）。

## 略歴
ダミアの生涯、それらの多くは謎に包まれている。
1889年、パリにて出生。十代の頃の彼女には放浪癖が元々あり、15歳のときに父の家を飛び出して以来波乱と激動に溢れたほとんど極限状態に近い生活を送る。当時の過酷な体験は後の彼女に深い影響を及ぼした。1911年より歌手として活動。孤独や絶望をテーマにした作品を数多く歌唱、発表するようになる。第一次世界大戦中には自ら戦線へ赴き、歌唱で兵士たちを慰問した。
“現実派シャンソン”と呼ばれる作品を積極的に採り上げ唄ったことで知られ、「シャンソンの悲劇女優」と呼ばれるようになる。
1936年に録音・発表された“Sombre Dimanche” （邦題：『暗い日曜日』）は世相を反映し、フランス国内では放送禁止に、日本国内では発禁になるなど物議を醸したことで特に知られている。
1953年5月には訪日公演を催行。東京、名古屋、京都、大阪、福岡、仙台にて公演した。これら公演は好評を博し日本でも根強い人気があることを裏付けるに加え新たなファンをも獲得した。この公演中に足袋を気に入り、フランス帰国後も生涯履き続けたというエピソードが残っている。
1954年から1955年に掛けてフェアウェル・ツアー（引退コンサート）を行う。最終公演はパリ・オリンピアを満員にし、彼女は約40年に渡る芸能活動に幕を降ろした。
1978年、パリ西部の都市ラ・セル＝サン＝クルー（フランス語版）で死去（満88歳）。

## 恋愛
レズビアンであり、1922年頃、建築家アイリーン・グレイの恋人になる。
グレイは、フラーと彼女の恋人であるガブ・ソレール、ナタリー・クリフォード・バーネイ、ロメイン・ブルックスを含むレズビアンのサークルのメンバーでもあった。 1928年にフラーが亡くなると、ダミアとソレールは恋人になった。

## 主な歌唱作品（邦題）

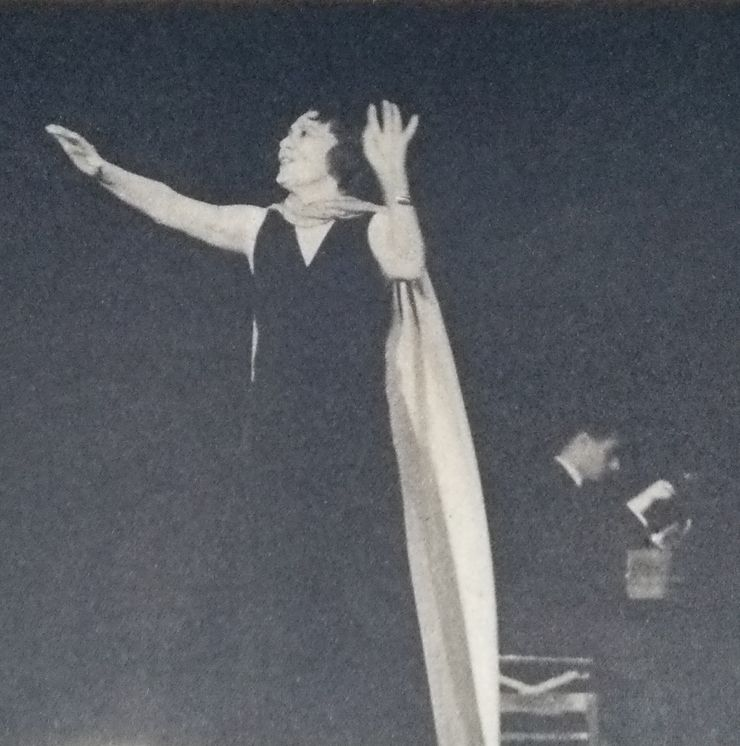
1953年の訪日公演時

- Sombre dimanche （暗い日曜日）
- La guinguette a fermé ses volets （真夜中の居酒屋）
- Tu ne sais pas aimer （人の気も知らないで）
- L'Étranger （異国の人）
- Les Goélands （かもめ）
- La Rue （街）
- La Garde de nuit à l'Yser （イゼールの夜哨）
- Un Coin tout Bleu （青空）
- La Suppliante （哀願する女）
- La Chaîne （愛のきずな）
- L'Angélus de la mer （海にひびく鐘）
- Il ne sait rien me dire （云わないけれど）
- Johnny Palmer （ジョニー・パルメール）
- La rue de notre amour （二人の恋の街）

## 主な出演映画
- 『ナポレオン』 1927年

## 関連人物・項目
- フレエル
- アベル・ガンス
- 淡谷のり子
- 岩谷時子
- 浅川マキ
- 高英男 - ※ 親交があった。
- 石井好子 - ※ 親交があり、ダミアについてのエッセイも遺している。